# Сейсмічність Мексики
Територія Мексики характеризується високою сейсмічністю.

## Загальна характеристика
Геологічні структури території Мексики – складчасті зони Східного і Західного Сьєрра-Мадре, Сонорський блок, блок п-ова Ниж. Каліфорнія, палеозойська складчаста споруда Південної Сьєрра-Мадре, Мексиканський передовий прогин, Юкатанська плита (п-ів Юкатан і шельф банки Кампече). Складні складчасто-насувні структури перетнуті скидами, що формують рифт Каліфорнійської затоки.
Глибина залягання гіпоцентрів рифтової зони Каліфорнійської затоки, в більшості випадків складає — 100 км, на Тихоокеанському узбережжі — до 200 км.

## Землетруси у минулі століття
28 березня 1787 року, об 11:30 (за місцевим часом), у Мексиці стався землетрус магнітудою 8,6 балів, також відомий як землетрус у Сан-Шістто. Землетрус, який став найпотужнішим із зафіксованих землетрусів у Мексиці, спричинив  велике цунамі, яке торкнулося узбережжя держав Герреро і Оахака у південно-західній частині Мексики.
У 1985 році землетрус викликав сильні руйнування в місті Мехіко.
Всього, в XX ст., в зоні узбережжя Мексики спостерігалося 20 землетрусів з магнітудою понад 7,0 балів (за шкалою Ріхтера).

## Землетруси XXІ століття

### 2012
12 квітня в мексиканському штаті Мічоакан стався сильний (за шкалою інтенсивності МSK-64) землетрус магнітудою 7,0 балів (за шкалою Ріхтера). За словами очевидців, будівлі почали хитатися, і люди масово вибігали на вулиці. Поштовхи відчувалися також в столиці країни Мехіко, де викликали легку паніку.

### 2020
23 червня, близько 9:30 (за місцевим часом), у Мексиці стався сильний (за шкалою інтенсивності МSK-64) землетрус магнітудою 7,5 балів (за шкалою Ріхтера). Епіцентр землетрусу знаходився за понад 300 км від столиці країни міста Мехіко. Гіпоцентр землетрусу залягав на глибині приблизно 33 км. Станом на 24 червня підтверджено загибель щонайменше п'яти осіб, які загинули під завалами.

### 2021
8 вересня, о 04:47:46 (за київським часом), в Мексиці стався помірний (за шкалою інтенсивності МSK-64) землетрус магнітудою 5,0 балів (за шкалою Ріхтера). Згідно повідомлення Головного центру спеціального контролю (ГЦСК) ДКАУ, епіцентр землетрусу знаходився в південній частині штату Герреро, гіпоцентр землетрусу залягав на глибині 14 км. Того ж дня, в Мексиці стався сильний (за шкалою інтенсивності МSK-64) землетрус магнітудою в понад 7,0 балів (за шкалою Ріхтера). Епіцентр землетрусу знаходився за 11 км від великого туристичного міста Акапулько. Загинула принаймні одна людина. Після найпотужнішого струсу відбулася майже сотня афтершоків.

### 2023
19 червня, згідно повідомлення Reuters з посиланням на дані Європейського середземноморського сейсмологічного центру (EMSC), у Каліфорнійській затоці поблизу узбережжя Мексики стався сильно помірний (за шкалою інтенсивності МSK-64) землетрус магнітудою 6,4 балів (за шкалою Ріхтера). Водночас, за даними Геологічної служби США, землетрус мав потужність 6,3 балів (за шкалою Ріхтера). Землетрус стався на глибині 10 км. Невдовзі після цього система попередження про цунамі США заявила, що загрози для Західного узбережжя країни, Британської Колумбії та Аляски — немає. Офіс цивільної оборони Мексики також підтвердив відсутність повідомлень про пошкодження в районах, де відчувались поштовхи, проте рекомендував човнарям і жителям узбережжя вжити заходів безпеки через можливі течії у портах. В Управлінні цивільної оборони Мексики заявили, що в регіоні, де стався землетрус, можуть бути виявлені невеликі коливання рівня морської води в межах кількох сантиметрів.
14 липня, поблизу південно-західного узбережжя Мексики, біля узбережжя штату Чіапаса, стався сильно помірний (за шкалою інтенсивності МSK-64) землетрус магнітудою 6,3 балів (за шкалою Ріхтера). Згідно повідомлення Геологічної служби США, епіцентр землетрусу знаходився на глибині 35 км. Загроза цунамі — не оголошувалася, інформація про завдану внаслідок землетрусу шкоду чи постраждалих не надходила.

### 2024
12 травня, близько 06:00 ранку (за місцевим часом), на кордоні між Мексикою й Гватемалою стався сильно помірний (за шкалою інтенсивності МSK-64) землетрус магнітудою 6,4 балів (за шкалою Ріхтера). За даними Геологічної служби США, епіцентр землетрусу знаходився поблизу мексиканського прикордонного міста Сучіяте, де однойменна річка розділяє дві країни. Гіпоцентр землетрусу перебував на глибині 75 км.